# Élections sénatoriales de 2017 en Lozère
Les élections sénatoriales en Lozère ont lieu le dimanche 24 septembre 2017. Elles ont pour but d'élire le sénateur représentant le département au Sénat pour un mandat de six années.

## Contexte départemental
Lors des élections sénatoriales de 2011 en Lozère, Alain Bertrand (PS) a été élu sénateur.
Depuis, tous les effectifs du collège électoral des grands électeurs ont été renouvelés, avec les élections législatives de 2017, les élections régionales de 2015, les élections départementales de 2015 et les élections municipales de 2014.

## Sénateur sortant
| Sénateur | Sénateur       | Parti | Fonctions lors de l'élection en 2012 |
| -------- | -------------- | ----- | ------------------------------------ |
|          | Alain Bertrand | LREM  | Sénateur sortant, maire de Mende     |

## Présentation des candidats et des suppléants
Le nouveau représentant est élu pour une législature de 6 ans au suffrage universel indirect par les 344 grands électeurs du département. En Lozère, le sénateur est élu au scrutin majoritaire à deux tours. Le nombre reste inchangé, un sénateur est à élire. Il y aura plusieurs candidats dans le département, chacun avec un suppléant.
| T/S | Candidats | Candidats              | Parti | Principale fonction                                         |
| --- | --------- | ---------------------- | ----- | ----------------------------------------------------------- |
| T   |           | François Gaudry        | LFI   | Conseiller municipal de Sainte-Enimie                       |
| S   |           | Claude Soudan          | LFI   |                                                             |
| T   |           | Robert Aigoin          | PCF   | Conseiller départemental, maire de Saint-Julien-des-Points  |
| S   |           |                        | PCF   |                                                             |
| T   |           | Alain Bertrand         | LREM  | Sénateur sortant, conseiller municipal de Mende             |
| S   |           | Guylène Pantel         | PS    | Conseillère départementale, adjointe au maire d'Ispagnac    |
| T   |           | Jacques Tardieu        | DVD   | Maire de Saint-Amans                                        |
| S   |           |                        | DVD   |                                                             |
| T   |           | Patrice Saint-Léger    | DVD   | Conseiller départemental, maire de Rieutort-de-Randon       |
| S   |           |                        | DVD   |                                                             |
| T   |           | Jacques Perget         | DVD   |                                                             |
| S   |           |                        | DVD   |                                                             |
| T   |           | Alain Astruc           | DVD   | Conseiller départemental, maire d'Aumont-Aubrac             |
| S   |           |                        | DVD   |                                                             |
| T   |           | Jean-Paul Pourquier    | LR    | Conseiller départemental, maire de Massegros Causses Gorges |
| S   |           |                        | LR    |                                                             |
| T   |           | Jean-François Pardigon | FN    | Conseiller régional                                         |
| S   |           |                        | FN    |                                                             |

## Résultats
| Candidats                | Candidats                | Parti                    | Nuance                   | Premier tour | Premier tour | Second tour | Second tour |
| Candidats                | Candidats                | Parti                    | Nuance                   | Voix         | %            | Voix        | %           |
| ------------------------ | ------------------------ | ------------------------ | ------------------------ | ------------ | ------------ | ----------- | ----------- |
|                          | Alain Bertrand           | LREM                     | REM                      | 139          | 40,17        | 171         | 51,82       |
|                          | Alain Astruc             | SE                       | DVD                      | 72           | 20,81        | 149         | 45,15       |
| Patrice Saint-Léger      | SE                       | DVD                      | 56                       | 16,18        | Retrait      | Retrait     |             |
|                          | Robert Aigoin            | PCF                      | COM                      | 30           | Retrait      | Retrait     | 8,67        |
|                          | Jean-Paul Pourquier      | LR                       | LR                       | 29           | Retrait      | Retrait     | 8,38        |
|                          | François Gaudry          | LFI                      | FI                       | 11           | 3,18         | 7           | 2,12        |
|                          | Jacques Perget           | SE                       | DVD                      | 5            | 1,45         | 2           | 0,61        |
| Jacques Tardieu          | SE                       | DVD                      | 3                        | 0,87         | Retrait      | Retrait     |             |
|                          | Jean-François Pardigon   | FN                       | FN                       | 1            | 0,29         | 1           | 0,30        |
|                          |                          |                          |                          |              |              |             |             |
| Suffrages exprimés       | Suffrages exprimés       | Suffrages exprimés       | Suffrages exprimés       | 346          | 99,71        | 330         | 94,83       |
| Votes blancs             | Votes blancs             | Votes blancs             | Votes blancs             | 1            | 0,29         | 10          | 2,87        |
| Votes nuls               | Votes nuls               | Votes nuls               | Votes nuls               | 0            | 0,00         | 8           | 2,30        |
| Total                    | Total                    | Total                    | Total                    | 347          | 100          | 348         | 100         |
| Abstention               | Abstention               | Abstention               | Abstention               | 2            | 0,57         | 1           | 0,29        |
| Inscrits / participation | Inscrits / participation | Inscrits / participation | Inscrits / participation | 349          | 99,43        | 349         | 99,71       |